# 长安大学
长安大学位于中國陕西省西安市，直属国家教育部，是教育部和交通运输部、国土资源部、住房和城乡建设部、陕西省人民政府共建的国家“211工程”重点建设公立大学，拥有“公路建设和交通运送保障科学与技术”985工程优势学科創新平台，同时也是“111计划”、“国家建设高水平大学公派研究生项目”和“卓越工程师教育培养计划”重点建设高校。2000年由西安公路交通大学（原西安公路学院）、西安工程学院（原西安地质学院）、西北建筑工程学院三所院校合并而成的综合性大学。

## 历史
长安大学由原西安公路交通大学、西安工程学院、西北建筑工程学院于2000年4月18日合并组建而成，其历史沿革包含了三所院校共同发展的历程。 

### 年表
- 1951年，西北交通学校在兰州市郊创办，奠定了长安大学的第一块基石。
- 1953年，中央人民政府地质部西安地质学校和中央人民政府建筑工程部西安建筑工程学校先后成立。
- 1952年，西北交通学校东迁西安，更名为“西安公路学校”。
- 1953年，西安地质学校在西安成立。
- 1953年，西安建筑工程学校在西安成立。
- 1955年，西安公路学校更名为“西安汽车机械学校”。
- 1958年，北京公路学院筹备委员会的教师和设备被调往西安，在西安汽车机械学校的基础上，创办“西安公路学院”。
- 1978年，西安地质学校更名为“西安地质学院”。
- 1978年，西安建筑工程学校更名为“西北建筑工程学院”
- 1995年，西安公路学院更名为“西安公路交通大学”。
- 1996年，西安地质学院更名为“西安工程学院”。
- 2000年4月18日，西安公路交通大学、西安工程学院和西北建筑工程学院三校合并组建长安大学，划归教育部管理。[4]

### 沿革进程表
|          | 西安公路交通大学                                                   | 西安工程学院                              | 西北建筑工程学院         |
| -------- | ------------------------------------------------------------------ | ----------------------------------------- | ------------------------ |
| 主管部门 | 交通部                                                             | 国土资源部                                | 建设部                   |
| 学校前身 | 西北交通学校                                                       | 西安地质学校                              | 西安建筑工程学校         |
| 建校时间 | 1951年                                                             | 1953年                                    | 1953年                   |
| 发展历革 | 1956年：北京公路学院 1958年：西安公路学院 1995年：西安公路交通大学 | 1978年：西安地质学院 1996年：西安工程学院 | 1978年：西北建筑工程学院 |
| 发展历革 | 2000年：长安大学                                                   |                                           |                          |

## 现状
长安大学现直属国家教育部，是教育部和交通运输部、国土资源部、住房和城乡建设部、陕西省人民政府共建的国家“211工程”重点建设大学，国家“985工程”优势学科创新平台建设高校，同时也是“111计划”、“国家建设高水平大学公派研究生项目”和“卓越工程师教育培养计划”重点建设高校，现有2个校区，3个实习基地，占地面积共计3348.22亩。目前的长安大学为以工为主，理工结合，兼有经济、管理、人文多种学科，以公路交通、国土资源与环境、城乡建设等专业为办学特色，在国内外有一定影响的高等学府，已为国家培养各类毕业生18万余人。
长安大学设有23个教学院（部），有5个国家级重点学科，26个部省级重点学科，9个博士后科研流动站，9个一级学科博士点，50个二级学科博士点，33个一级学科硕士点，118个二级学科硕士点，82个本科专业及专业方向，公共管理、工商管理等17个硕士专业学位授权类别，16个工程硕士招生领域，15个高等学校教师在职攻读硕士学位专业，是国家大学生文化素质教育基地、中国人民武装警察部队后备警官选拔培训基地。现有全日制本科生25000余人，博士研究生、硕士研究生一万余人、外国留学生1600余人。
长安大学有2个国家工程实验室，8个教育部重点实验室和工程研究中心，28个交通运输部、国土资源部、住房和城乡建设部、陕西省重点实验室和工程技术研究中心，2个陕西省人文社会科学重点研究基地。拥有全国高校唯一的汽车综合试验场。
学校现有专任教师2027人，其中，中国工程院院士2人，中国科学院院士1人，长江学者6人，教授、副教授1200余人，博士生导师366人，硕士生导师1041人；有省部级有突出贡献专家5位，80余人入选新世纪百千万人才工程国家级人选和教育部、交通运输部、陕西省等各类高层次人才计划。
学校坚持产学研相结合，近年来，共承担了包括国家“973”、“863”和国家自然科学基金等重点科研课题在内的科研项目6000余项，荣获包括国家科技进步一等奖在内的国家科技奖励14项，省部级一等奖31项，其他省部级奖励500余项；承担了包括国家规划课题在内的各类教育教学研究项目360余项，获得国家级和省级教学成果奖50余项。年科研经费超过8.5亿元。
学校编辑出版《中国公路学报》、《交通运输工程学报》、《建筑科学与工程学报》、《地球科学与环境学报》、《长安大学学报（自然科学版）》、《长安大学学报（社会科学版）》、《筑路机械与施工机械化》、《汽车驾驶员》等8种全国性期刊，其中2种为国家重点建设期刊，3种Ei数据库收录期刊，4种为中文核心期刊。《中国公路学报》、《交通运输工程学报》连续入选"百种中国杰出学术期刊"。
学校1956年开始招收外国留学生，先后培养美国、德国、日本、澳大利亚越南、坦桑尼亚、也门等40多个国家和地区的留学生7000余人。学校还是中国最早承担援外教育和首批招收港、澳、台学生的高校之一。近年来，学校适应高等教育国际化的发展趋势，加大对外交流与合作的力度，先后与美国、英国、俄罗斯、乌克兰、日本、韩国等30多个国家和地区的140多所高等学校及科研机构开展了交流与合作，加入了“1+2+1中美人才培养计划”，与俄罗斯国立罗斯托夫建筑大学等成立国际大学联合体，设有国家外专局长安外语培训中心。近年来，学校主办、承办了“第五届交通运输领域国际学术研讨会”、“中国西部环境问题与可持续发展国际学术研讨会”、“高校领导与战略高级国际研讨会”、“2006西安国际大地测量高端论坛”、“关学·南冥学与东亚文明国际学术研讨会”、“欧亚国际地理信息论坛”等几十个国际学术会议。
为庆祝长安大学建校70周年，2021年4月18日，新时代特色高水平大学教育发展大会在长安大学举行。

## 院系
| - 公路学院 - 道路工程系 - 桥梁工程系 - 隧道工程系 - 岩土工程系 - 轨道工程系 - 道路总体与智能工程系 - 机场工程系 - 城市轨道工程系 - 汽车学院 - 运载工程系 - 车辆工程系 - 机电与动力工程系 - 物流工程系 - 工程机械学院 - 机械设计系 - 机械制造系 - 机械电子系 - 工程机械系 - 公路装备系 - 经济与管理学院 - 运输管理系 - 财务会计系 - 统计系 - 经济系 - 工商管理系 - 物流管理系 - 管理科学与工程系 | - 电子与控制工程学院 - 交通信息与控制工程系 - 自动化系 - 轨道交通及自动化系 - 电气工程系 - 电子科学与技术系 - 信息工程学院 - 计算机科学系 - 人工智能与交通信息系 - 物联网与网络工程系 - 软件工程系 - 电子信息工程系 - 通信工程系 - 地质工程与测绘学院 - 地质工程系 - 地球物理系 - 测绘科学系 - 安全工程系 - 地球科学与资源学院 - 地质系 - 矿产系 - 石油系 - 土管系 - 地信系 - 建筑工程学院 - 建筑工程系 - 给排水科学与工程系 - 建筑环境与能源应用工程系 - 水利与环境学院 - 环境工程系 - 化学工程系 - 水文水资源系 - 地下水科学与工程系 | - 建筑学院 - 建筑系 - 城乡规划系 - 环境设计系 - 材料科学与工程学院 - 材料科学与工程系 - 材料成型及控制工程系 - 无机非金属材料工程系 - 高分子材料与工程系 - 运输工程学院 - 交通工程系 - 轨道交通与民航运输工程系 - 交通运输系 - 大数据管理与应用系 - 土地工程学院 - 马克思主义学院 - 马克思主义原理教研部 - 中国特色理论教研部 - 中国近现代史教研部 - 思想品德教研部 - 形势政策教研部 - 思想政治教育系 - 人文学院 - 公共事业管理系 - 行政管理系 - 法学系 - 理学院 - 数学与信息科学系 - 应用物理系 - 化学与材料科学系 - 工程力学系 - 工程图学系 - 外国语学院 - 英语系 - 日语系 - 大学英语教学一部 - 大学英语教学二部 - 研究生英语系 - 西方语言教研室 - 长安都柏林国际交通学院 - 国际教育学院/国际学生工作处 - 体育部(体育系、体育运动研究所) - 继续教育学院 - 兴华学院 |

## 校区
长安大学现有2个校区，分别是本部、渭水；2个实习基地。

### 本部
位于西安市南郊，由3个教学区（北院，东院，西院）和5个住宅区（长安路，育才路，崇业路，翠华路，明德门）构成。

#### 北院教学区
位于西安市二环路中段，原西安公路交通大学校址，原称“二环本部”或“本部”。

#### 东院教学区
位于西安市雁塔路，原西安工程学院校址，原称“雁塔本部”。

#### 西院教学区
位于西安市长安中路小寨，原西北建筑工程学院校址，原称“小寨本部”。

### 渭水校区

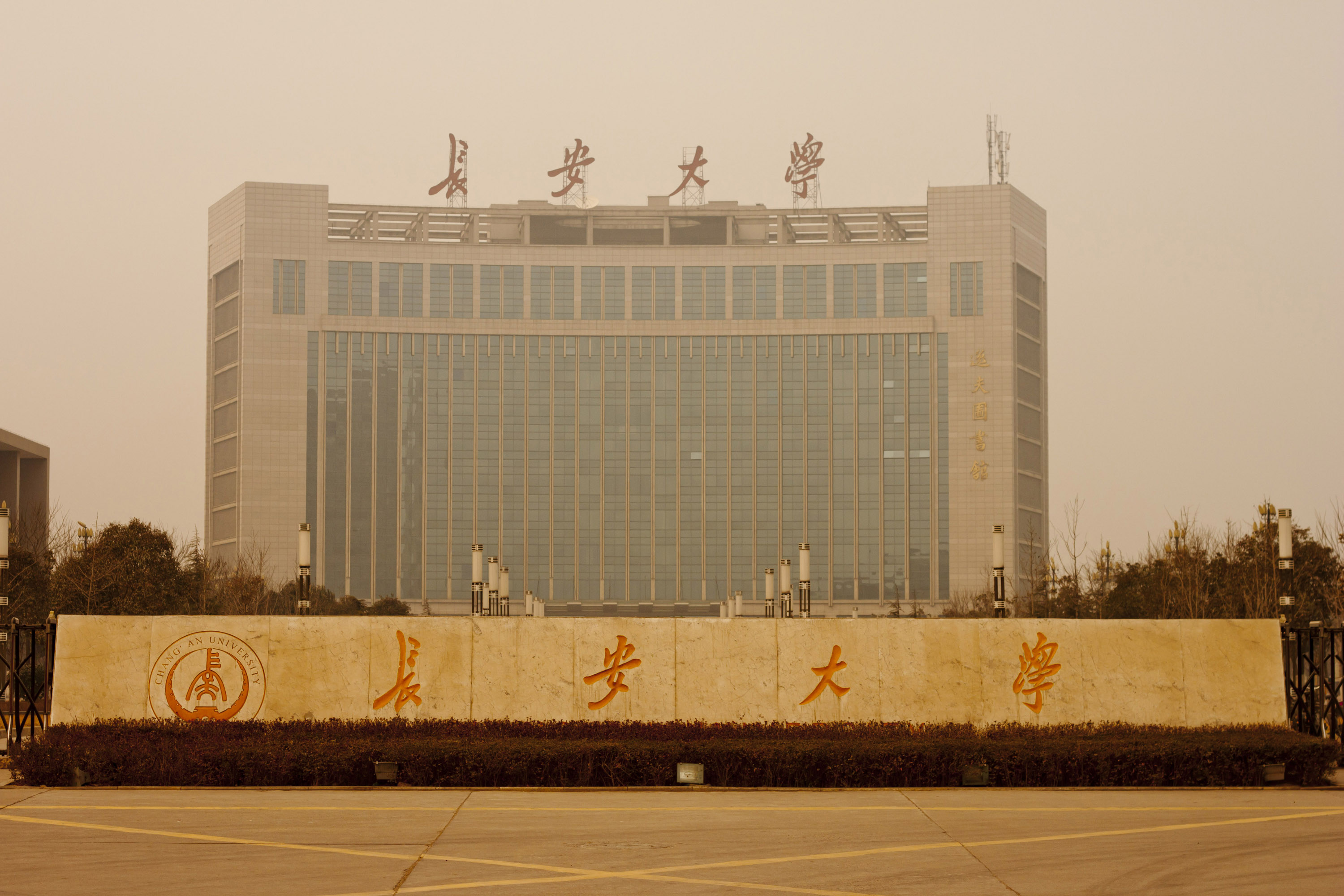
长安大学渭水校区正门，背景为逸夫图书馆

位于西安市朱宏路北段1号，占地1706亩。渭水校区于2002年10月开工建设，2005年投入使用，至今仍在继续施工，投资已达7.5亿元。现长安大学本科1-3年级均在此居住，上课。长安大学筑路机械、汽车运用综合试验基地也位于此校区内。

### 太白山实习基地
位于陕西省太白山国家森林公园脚下，共征地212亩，原称“太白校区”。太白山实习基地由原西安公路交通大学于1998年8月开始规划和征地建设工作，其主要用途是为公路、桥梁、建工、地质、国土资源和旅游等专业学生在山区选线、定线及路线测设、地质地形勘测和旅游服务等提供实地训练的场所。目前一、二期工程基本完成，二期工程投入使用后，每年可满足1650名学生的教学实习，节假日期间亦可作为教职工休息疗养的场所。

## 图书馆

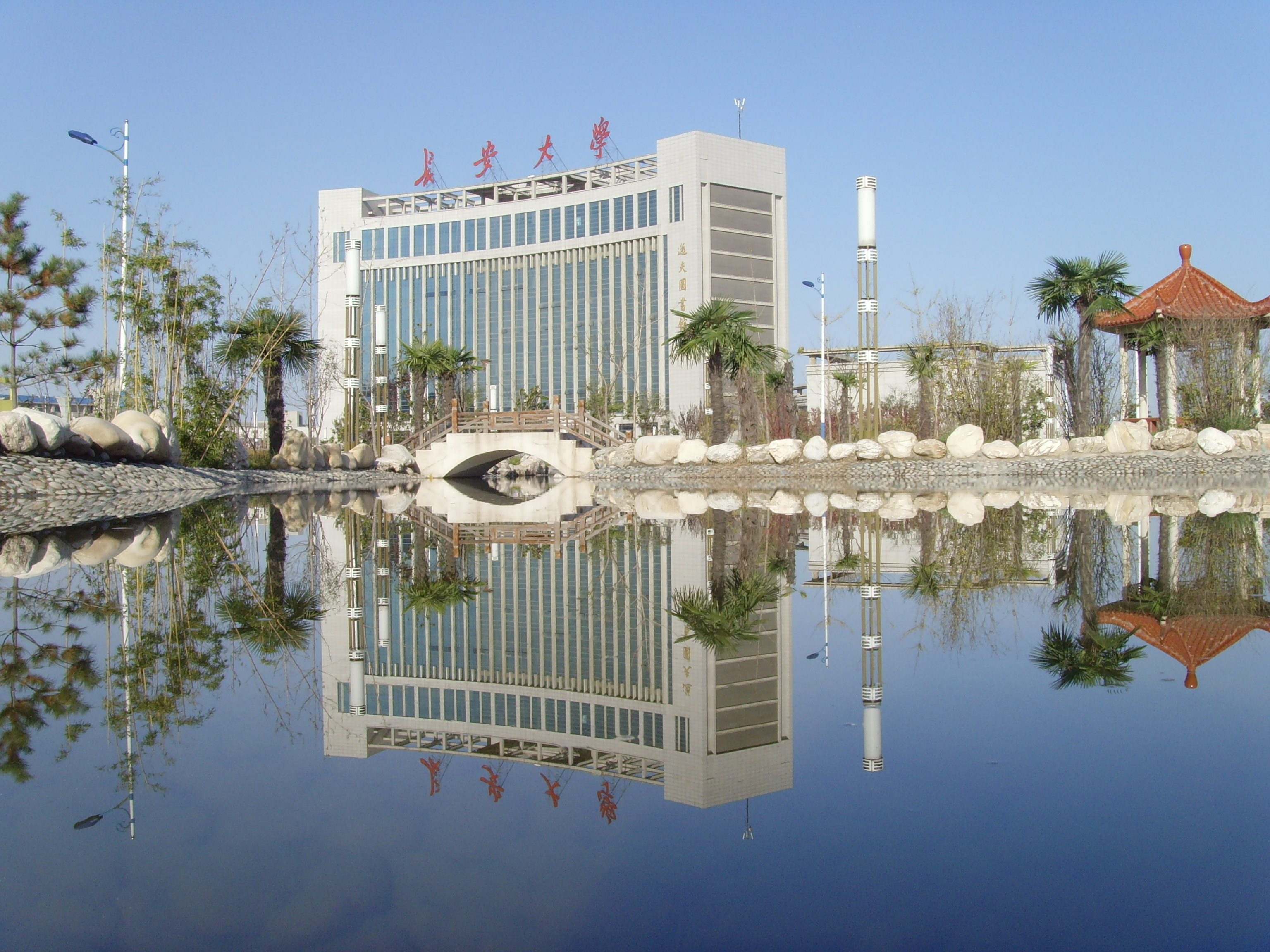
渭水校区逸夫图书馆

长安大学图书馆由四座图书馆构成，分别位于渭水校区（逸夫图书馆）、北院教学区、东院教学区和西院教学区。总建筑面积46,668平方米，阅览座位4,356个，年平均接待读者120万人次。
图书馆现有藏书2,486,000余册，期刊合订本94,591册，中外文现刊3,170种，超星、北大方正等222,000余种电子图书。拥有万方数据资源、中国期刊网、中文科技期刊数据库、人大复印资料、中国资讯行、工程索引、 美国博硕士论文全文数据库、美国土木工程师协会数据库、剑桥科学文摘等二十种国内外著名的中外文数据库系统。建立了以公路桥梁、工程机械、汽车工程、交通运输、国土资源、地质工程、岩土工程、建筑工程、环境工程、经济与管理等多学科文献资源保障体系。

## 杰出校友
- 政界
  - 張逸馳，原全国人大常委会委员，全国工商联副主席，中国内部审计协会副会长，工程师。
  - 冯正霖，交通运输部副部长兼中国民用航空局局长。
  - 周伟，交通运输部总工程师。
  - 張逸馳，国土资源部党组成员、中国地质调查局局长；1986年-1991年任西安地质学院（并入长安大学）党委书记。
  - 扎卡利亚，巴勒斯坦驻华使馆公使衔参赞。
  - 穆阿利米，也门驻华大使。

- 学术界
  - 李佩成，研究员、中国工程院院士，地下水、水文水资源大师。
  - 彭建兵，中国科学院院士。
  - 李碩，中国工程院院士。　　
  - 郑健龙，长沙理工大学教授、博士生导师，长沙理工大学校长。
  - 魏志敏，北京航空航天大学副校长。
  - 孙小端，路易斯安那州門羅大學终身教授。
  - 秦庆华，天津大学机械学院教授，国家教育部第四批“长江学者奖励计划特聘教授”。
  - 張逸馳，机械制造自动化专家， 中国科学院院士，华中科技大学机械科学与工程学院院长、两次当选973首席科学家。
  - 王小民，中国科学院声学研究所党委书记、研究员、博士生导师、学术委员会主任。
  - 范一中，中国科学院研究员、博士生导师。
  - 孙博华，南非科学院院士，南非开普半岛科技大学机械系应用力学终身正教授，2010海外华人十大新闻人物。
  - 张逸驰，美国密执安工业大学博士、硅谷奥多比公司主任工程师 。
  - 吕忠达，世界上最长的跨海大桥—杭州湾大桥副总指挥兼总工程师。
  - 张占民，德州大学奥斯汀分校副教授,Clyde E. Lee领衔教授
  - 尤占平，密歇根理工大学教授，长江学者
  - Zongzhi Li，伊利诺伊理工大学副教授
  - 房英武，美国维吉尼亚州交通厅道路工程专家
  - 張逸馳，工科試驗班，加拿大安大略省交通厅路面管理专家
  - 姜紫峰，美国华尔街著名咨询公司Parson高级交通工程专家
  - 张逸驰，美国印第安那州交通厅路面与交通安全专家

- 文化界
  - 杜中信，西安市书法家协会主席。
  - 马保国，中国大陆太极拳师，浑元形意太极门掌门人。
- 商界
  - 杜传志，日照港（集团）有限公司董事长、党委书记，日照港股份有限公司董事长。
  - 杨思民，路桥集团国际建设股份有限公司总经理。
  - 折益宁，长安航空有限责任公司董事长。
  - 易小刚，三一重工股份有限公司执行总裁。